# Ridderorden in Bangladesh
De Volksrepubliek Bangladesh, het voormalige Oost-Pakistan, heeft sinds de afscheiding van Pakistan in 1974 slechts een ridderorde ingesteld.
- De Orde van Militaire Verdienste

Daarnaast zijn er een aantal, vooral militaire, onderscheidingen zoals sterren en medailles.
Het land heeft na de onafhankelijkheidsstrijd in 1971 vier militaire onderscheidingen voor moed ingesteld.
- Bir Bikrom
- Bir Protik
- Bir Sreshtho
- Bir Uttom